# Янынгаквыллюльнечахл
Янынгаквыллюльнечахл (Янынгаквыллюльнечахль, Яны-Анквыл-Люльне-Чахль) — вершина хребта Хозатумп на Северном Урале. Расположена в Ивдельском городском округе Свердловской области. Высота — 844,9 метра.

## География
Янынгаквыллюльнечахл расположена на границе Ивдельского городского округа Свердловской области и Красновишерского городского округа Пермского края, в составе центральной части хребта Хозатумп, в 15 километрах к югу от горы Рахтсоричахл. Высота горы над уровнем моря — 844,9 метра. Гора в длину (с севера на юг) — 3 километра, в ширину — 2 километра.
Вся гора покрыта пихтово-еловыми лесами с кедром, а вершина — берёзовым криволесьем и каменными россыпями.

## Наименование
Яныг-Ангквал-Люльне-Сяхыл в переводе с мансийского языка означает «Плохая гора с большим столбом» (с останцем выветривания).